# 沥林站
沥林站位于中国廣東省惠州市惠城區沥林镇，于1996年启用，为广州铁路（集团）公司广梅汕铁路总公司管辖的四等站。经过铁路有京九铁路，北侧为广惠城际铁路沥林北站。

## 使用情况
沥林站是京九铁路的车站。本站不辦理客貨運列車。

## 历史
- 1996年：沥林站建成启用。